# Гонох
Гонох — село в Хунзахском районе Дагестана. Входит в состав сельского поселения Хунзахский сельсовет.

## Географическое положение
Расположено на реке Тобот, в 2,5 км к северо-западу от районного центра и центра сельского поселения — села Хунзах.

## Население
| 1888 | 1895 | 1926 | 1939 | 1970 | 1989 | 2002 |
| ---- | ---- | ---- | ---- | ---- | ---- | ---- |
| 177  | ↘172 | ↗196 | ↗302 | ↗315 | ↘223 | ↗337 |
| 2010 | 2021 |      |      |      |      |      |
| ↗372 | ↘251 |      |      |      |      |      |

По данным Всероссийской переписи населения 2010 года — моноэтничное аварское село.